# Кубок мира по лёгкой атлетике 1994
7-й Кубок мира по лёгкой атлетике прошёл 9—11 сентября 1994 года на стадионе национального спортивного центра «Кристал Пэлас» в Лондоне, столице Великобритании. В турнире приняли участие по 8 команд среди мужчин и женщин: 5 сборных континентов и 3 сильнейшие страны. На протяжении трёх дней участники боролись за командную победу по итогам 20 мужских и 17 женских легкоатлетических дисциплин.
К участию в Кубке мира 1994 года были допущены по 8 мужских и женских команд:
- США
- По 2 лучшие сборные по итогам Кубка Европы 1994 года ( Германия и  Великобритания у мужчин и женщин)
- 5 сборных континентов: Азия, Америка, Африка, Европа, Океания

## Формат
В каждой из проводимых дисциплин выступал один человек от команды. Команда-победитель определялась по наибольшей набранной сумме очков. Очки начислялись следующим образомː за победу в дисциплине — 8 очков, 2-е место — 7 очков, 3-е место — 6 очков, 4-е — 5 очков, 5-е — 4 очка, 6-е — 3 очка, 7-е — 2 очка, 8-е — 1 очко. Дисквалифицированные, сошедшие с дистанции, а также не имевшие зачётных попыток участники не получали ни одного очка.

## Соревнования
Россиянка Ирина Привалова выступила за сборную Европы в трёх индивидуальных дисциплинах. В беге на 100 и 400 метров она одержала победу, а на дистанции 200 метров стала второй. Таким образом, своими выступлениями Привалова принесла 23 очка в командный зачёт.
Рекордсмен мира Хавьер Сотомайор показал лучший результат в истории соревнований, взяв высоту 2,40 м. Кубинец в четвёртый раз подряд принял участие в Кубке мира, но выиграл впервые.
Британский спринтер Линфорд Кристи стал лучшим на дистанции 100 метров и в эстафете 4×100 метров. Ему удалось повторить рекорд эфиопа Мирутса Ифтера по числу побед на Кубках мира (4). В беге на 100 метров Кристи выиграл соревнования в третий раз подряд.

## Командное первенство
Впервые в истории сборная России/СССР не смогла отобраться на Кубок мира в качестве самостоятельной команды как у мужчин, так и у женщин.
Мужская сборная Африки защитила звание победителей Кубка мира, как и двумя годами ранее опередив Великобританию. Лучшей женской командой с солидным отрывом стала сборная Европы.
| Место | Команда        | Очки |
| ----- | -------------- | ---- |
| 1     | Африка         | 116  |
| 2     | Великобритания | 111  |
| 3     | Америка        | 95   |
| 4     | Европа         | 91   |
| 5     | Германия       | 85,5 |
| 6     | США            | 78   |
| 7     | Азия           | 75   |
| 8     | Океания        | 62,5 |

| Место | Команда        | Очки |
| ----- | -------------- | ---- |
| 1     | Европа         | 111  |
| 2     | Америка        | 98   |
| 3     | Германия       | 79   |
| 4     | Африка         | 78   |
| 5     | Великобритания | 73   |
| 6     | Азия           | 67   |
| 7     | Океания        | 57   |
| 8     | США            | 48   |

## Результаты

### Сильнейшие в отдельных видах — мужчины
Сокращения: WR — мировой рекорд | AR — рекорд континента | NR — национальный рекорд | CR — рекорд Кубка мира

| Дисциплина                          | 1-е место                                                                        | 1-е место             | 2-е место                                                             | 2-е место          | 3-е место                                                                  | 3-е место          |
| ----------------------------------- | -------------------------------------------------------------------------------- | --------------------- | --------------------------------------------------------------------- | ------------------ | -------------------------------------------------------------------------- | ------------------ |
| 100 м (ветер: −0,3 м/с)             | Линфорд Кристи Великобритания                                                    | 10,21                 | Олападе Аденикен Африка/Нигерия                                       | 10,25              | Талаль Мансур Азия/Катар                                                   | 10,31              |
| 200 м (ветер: −1,4 м/с)             | Джон Реджис Великобритания                                                       | 20,45                 | Фрэнки Фредерикс Африка/Намибия                                       | 20,55              | Гейр Моэн Европа/Норвегия                                                  | 20,72              |
| 400 м                               | Антонио Петтигрю США                                                             | 45,26                 | Дуэйн Ладежо Великобритания                                           | 45,44              | Иналдо Сена Америка/Бразилия                                               | 45,67              |
| 800 м                               | Марк Эверетт США                                                                 | 1.46,02               | Уильям Тануи Африка/Кения                                             | 1.46,84            | Крейг Уинроу Великобритания                                                | 1.47,16            |
| 1500 м                              | Нуреддин Морсели Африка/Алжир                                                    | 3.34,70               | Рюдигер Штенцель Германия                                             | 3.40,04            | Мухаммед Сулейман Азия/Катар                                               | 3.40,52            |
| 5000 м                              | Брахим Лахлафи Африка/Марокко                                                    | 13.27,96              | Джон Наттолл Великобритания                                           | 13.32,47           | Мартин Бремер Германия                                                     | 13.33,57           |
| 10 000 м                            | Халид Сках Африка/Марокко                                                        | 27.38,74              | Антонио Силио Америка/Аргентина                                       | 28.16,54           | Роб Денмарк Великобритания                                                 | 28.20,65           |
| 3000 м с препятствиями              | Мозес Киптануи Африка/Кения                                                      | 8.28,28               | Саад Аль-Асмари Азия/Саудовская Аравия                                | 8.35,74            | Алессандро Ламбрускини Европа/Италия                                       | 8.40,34            |
| 110 м с барьерами (ветер: −1,6 м/с) | Тони Джарретт Великобритания                                                     | 13,23                 | Аллен Джонсон США                                                     | 13,29              | Эмилио Валье Америка/Куба                                                  | 13,45              |
| 400 м с барьерами                   | Самуэль Матете Африка/Замбия                                                     | 48,77                 | Олег Твердохлеб Европа/Украина                                        | 49,26              | Эронилде де Араужо Америка/Бразилия                                        | 49,62              |
| Прыжок в высоту                     | Хавьер Сотомайор Америка/Куба                                                    | 2,40 м CR             | Тим Форсайт Океания/Австралия                                         | 2,28 м             | Стив Смит Великобритания                                                   | 2,28 м             |
| Прыжок с шестом                     | Оккерт Бритс Африка/ЮАР                                                          | 5,90 м AR CR          | Жан Гальфьон Европа/Франция                                           | 5,75 м             | Альберто Мансано Америка/Куба                                              | 5,40 м             |
| Прыжок с шестом                     | Оккерт Бритс Африка/ЮАР                                                          | 5,90 м AR CR          | Жан Гальфьон Европа/Франция                                           | 5,75 м             | Андрей Тивончик Германия                                                   | 5,40 м             |
| Прыжок в длину                      | Фред Салле Великобритания                                                        | 8,10 м (−0,2 м/с)     | Дуглас де Соуза Америка/Бразилия                                      | 7,96 м (+0,7 м/с)  | Дион Бентли США                                                            | 7,93 м (0,0 м/с)   |
| Тройной прыжок                      | Йоэльби Кесада Америка/Куба                                                      | 17,61 м (+0,6 м/с) CR | Джулиан Голли Великобритания                                          | 17,06 м (+0,9 м/с) | Олег Сакиркин Азия/Казахстан                                               | 16,81 м (+1,9 м/с) |
| Толкание ядра                       | Си Джей Хантер США                                                               | 19,92 м               | Александр Клименко Европа/Украина                                     | 19,16 м            | Кортни Айрленд Океания/Новая Зеландия                                      | 18,93 м            |
| Метание диска                       | Владимир Дубровщик Европа/Белоруссия                                             | 64,54 м               | Алексис Элисальде Америка/Куба                                        | 61,50 м            | Адевале Олукоджу Африка/Нигерия                                            | 60,22 м            |
| Метание молота                      | Андрей Абдувалиев Азия/Таджикистан                                               | 81,72 м               | Лэнс Дил США                                                          | 81,14 м            | Хайнц Вайс Германия                                                        | 80,32 м            |
| Метание копья                       | Стив Бакли Великобритания                                                        | 85,02 м               | Раймонд Хехт Германия                                                 | 84,36 м            | Гэвин Лавгроув Океания/Новая Зеландия                                      | 82,28 м            |
| Эстафета 4×100 м                    | Великобритания · Даррен Брейтуэйт · Тони Джарретт · Джон Реджис · Линфорд Кристи | 38,46                 | Африка Франк Нванкпа Эммануэль Тюффур Олуйеми Кайоде Олападе Аденикен | 38,97              | США · Марк Уизерспун · Роланд Макги · Марсель Картер · Сэм Джефферсон      | 39,33              |
| Эстафета 4×400 м                    | Великобритания · Дэвид Маккензи · Дуэйн Ладежо · Джейми Болч · Роджер Блэк       | 3.01,34               | Африка Симон Кембой Самуэль Матете Самсон Китур Сандей Бада           | 3.02,66            | Европа Маттиас Рустерхольц Стефан Диагана Михаил Вдовин Дмитрий Головастов | 3.03,26            |

### Сильнейшие в отдельных видах — женщины
| Дисциплина                          | 1-е место                                                            | 1-е место             | 2-е место                                                                    | 2-е место          | 3-е место                                                        | 3-е место          |
| ----------------------------------- | -------------------------------------------------------------------- | --------------------- | ---------------------------------------------------------------------------- | ------------------ | ---------------------------------------------------------------- | ------------------ |
| 100 м (ветер: −1,7 м/с)             | Ирина Привалова Европа/Россия                                        | 11,32                 | Лилиана Аллен Америка/Куба                                                   | 11,50              | Мэри Оньяли Африка/Нигерия                                       | 11,52              |
| 200 м (ветер: −1,7 м/с)             | Мерлин Отти Америка/Ямайка                                           | 22,23                 | Ирина Привалова Европа/Россия                                                | 22,51              | Кэти Фримен Океания/Австралия                                    | 22,72              |
| 400 м                               | Ирина Привалова Европа/Россия                                        | 50,62                 | Фатима Юсуф Африка/Нигерия                                                   | 50,80              | Джерл Майлз США                                                  | 51,24              |
| 800 м                               | Мария Мутола Африка/Мозамбик                                         | 1.58,27               | Лусиана Мендес Америка/Бразилия                                              | 2.00,13            | Наталья Духнова Европа/Белоруссия                                | 2.02,81            |
| 1500 м                              | Хассиба Булмерка Африка/Алжир                                        | 4.01,05 CR            | Анджела Чалмерс Америка/Канада                                               | 4.01,73            | Келли Холмс Великобритания                                       | 4.10,81            |
| 3000 м                              | Ивонн Маррей Великобритания                                          | 8.56,81               | Робин Мигер Америка/Канада                                                   | 9.05,81            | Габриэла Сабо Европа/Румыния                                     | 9.15,16            |
| 10 000 м                            | Элана Мейер Африка/ЮАР                                               | 30.52,51 AR CR        | Фернанда Рибейру Европа/Португалия                                           | 31.04,25           | Вэй Ли Азия/Китай                                                | 32.37,94           |
| 100 м с барьерами (ветер: −0,9 м/с) | Альюска Лопес Америка/Куба                                           | 12,91                 | Светла Димитрова Европа/Болгария                                             | 12,95              | Жаклин Агьепонг Великобритания                                   | 13,02              |
| 400 м с барьерами                   | Салли Ганнелл Великобритания                                         | 54,80                 | Сильвия Ригер Германия                                                       | 56,14              | Анна Кнороз Европа/Россия                                        | 56,63              |
| Прыжок в высоту                     | Бритта Билач Европа/Словения                                         | 1,91 м                | Чармейн Уиверс Африка/ЮАР                                                    | 1,91 м             | Сильвия Коста Америка/Куба                                       | 1,91 м             |
| Прыжок в длину                      | Инесса Кравец Европа/Украина                                         | 7,00 м (+0,6 м/с)     | Нюрка Монтальво Америка/Куба                                                 | 6,70 м (+1,0 м/с)  | Кристи Опара-Томпсон Африка/Нигерия                              | 6,66 м (+1,7 м/с)  |
| Тройной прыжок                      | Анна Бирюкова Европа/Россия                                          | 14,46 м (+1,3 м/с) CR | Шейла Хадсон-Страдвик США                                                    | 14,00 м (+1,7 м/с) | Жэнь Жуйпинь Азия/Китай                                          | 13,84 м (+0,6 м/с) |
| Толкание ядра                       | Хуан Чжихун Азия/Китай                                               | 19,45 м               | Бельси Ласа Америка/Куба                                                     | 19,07 м            | Астрид Кумбернусс Германия                                       | 18,89 м            |
| Метание диска                       | Ильке Вилудда Германия                                               | 65,30 м               | Эллина Зверева Европа/Белоруссия                                             | 63,86 м            | Даниэла Костиан Океания/Австралия                                | 63,38 м            |
| Метание копья                       | Трине Хаттестад Европа/Норвегия                                      | 66,48 м               | Исель Лопес Америка/Куба                                                     | 61,40 м            | Карен Форкель Германия                                           | 61,26 м            |
| Эстафета 4×100 м                    | Африка Фейт Идехен Мэри Томбири Кристи Опара-Томпсон Мэри Оньяли     | 42,92                 | Германия · Андреа Филипп · Зильке Лихтенхаген · Зильке Кнолль · Мелани Пашке | 43,22              | Океания Моника Мирс Кэти Фримен Мелинда Гейнсфорд Мишель Сеймур  | 43,36              |
| Эстафета 4×400 м                    | Великобритания · Филис Смит · Линда Киф · Мелани Ниф · Салли Ганнелл | 3.27,36               | Германия · Карин Янке · Ута Ролендер · Хайке Майсснер · Аня Рюккер           | 3.27,59            | Америка Нэнси Маклеон Сэнди Ричардс Идальмис Бонне Хулия Дупорти | 3.27,91            |